# Neue Heimat Tirol
Die NEUE HEIMAT TIROL, Gemeinnützige WohnungsGmbH (kurz: NHT) ist ein im Jahr 1939 durch NS-Behörden gegründetes Wohnungsunternehmen mit Sitz in Innsbruck und ist die größte gemeinnützige Wohnbaugesellschaft in Tirol.

## Wohnbaugesellschaft
Gesellschafter sind jeweils zu 50 % das Land Tirol und die Stadt Innsbruck. Die Neue Heimat Tirol verwaltete im Jahr 2022 42.702 Wohnungseinheiten.
Wohnbau und Hausverwaltung sind die Hauptgeschäftsfelder des Unternehmens. Die Neue Heimat Tirol ist mit 50,34 % Mehrheitsgesellschafter der Innsbrucker Stadtbau GmbH.
Das Unternehmen ist Mitglied des österreichischen Verbands gemeinnütziger Bauvereinigungen.

## Anerkennungen

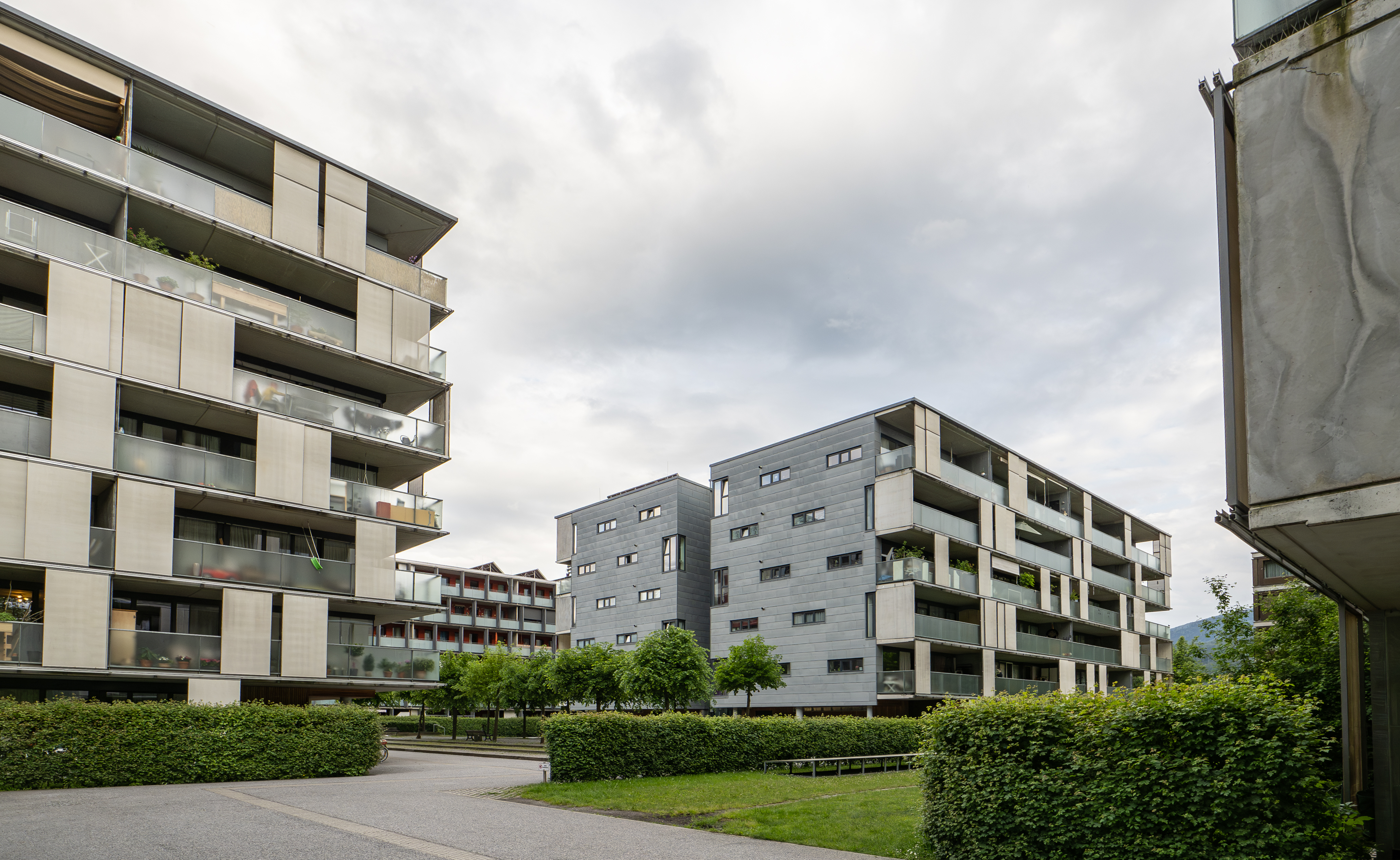
Wohnen am Lohbach

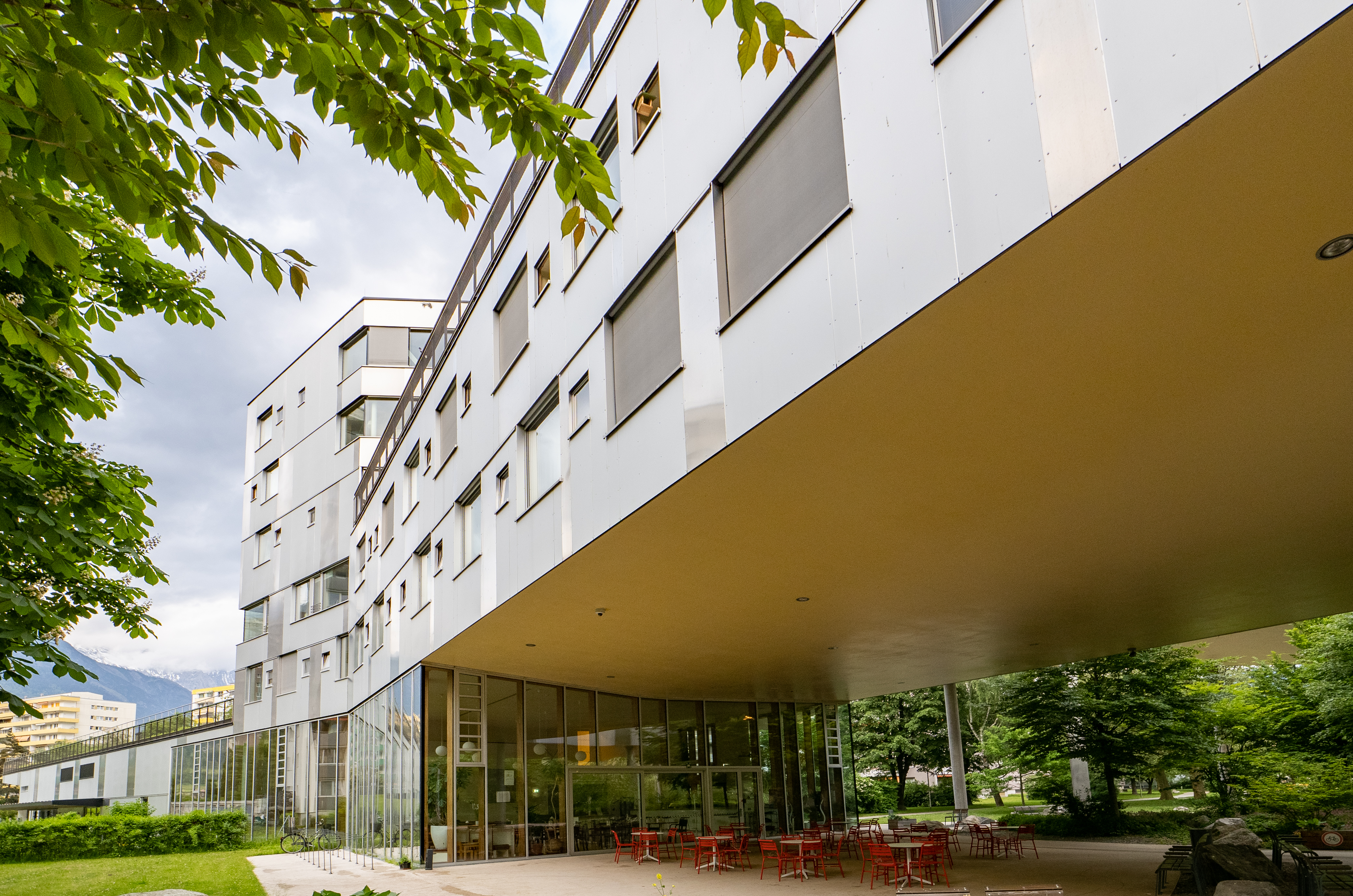
Wohnheim Olympisches Dorf

- Österreichischer Bauherrenpreis 2000 für Wohnen am Lohbach
- Österreichischer Bauherrenpreis 2015 für Wohnheim Olympisches Dorf

## Gründungsgeschichte
Mit dem Hitler-Mussolini-Abkommen 1939 wurde die Südtiroler Bevölkerung vor die Wahl gestellt, entweder ins Deutsche Reich auszuwandern oder in Italien zu verbleiben. Für die große Zahl der Ausgewanderten musste rasch Wohnraum geschaffen werden – es kam zur Gründung der Baugesellschaft Neue Heimat Tirol durch NS-Behörden.